# La Genevraye
La Genevraye település Franciaországban, Seine-et-Marne megyében. Lakosainak száma 827 fő (2022. január 1.). La Genevraye Nonville, Villemer, Bourron-Marlotte, Grez-sur-Loing, Moncourt-Fromonville, Montigny-sur-Loing és Moret-Loing-et-Orvanne községekkel határos.

## Népesség
A település népességének változása:
| Lakosok száma | 665  | 764  | 788  | 784  | 796  | 802  | 809  | 814  | 827  |
|               | 2013 | 2015 | 2016 | 2017 | 2018 | 2019 | 2020 | 2021 | 2022 |